# Heinrich Strathmann
Heinrich Strathmann (* 8. April 1910 in Essen; † 11. April 1993) war ein deutscher Politiker der SPD.

## Ausbildung und Beruf
Heinrich Strathmann besuchte die Volksschule, die Berufsschule sowie die Verwaltungs- und Wirtschaftsakademie und legte die Fachprüfung für den gehobenen Verwaltungsdienst ab.

## Politik
Heinrich Strathmann war ab 1930 Mitglied der SPD. Von 1952 bis 1962 und ab 1966 war er Mitglied des Vorstandes des Unterbezirks Essen, ab 1968 fungierte er als stellvertretender Vorsitzender des Unterbezirks. 
1948 wurde er Mitglied des Rates der Stadt Essen, in dem er auch Fraktionsvorsitzender war. Er war Mitglied der Landschaftsversammlung Rheinland von 1956 bis 1969.
Strathmann war Mitglied der ÖTV. Ab 1948 war er Vorsitzender des Personalrates des Arbeitsamtes Essen und ab 1956 des Bezirkspersonalrates. Von 1951 an war er als Hauptvertrauensmann der Schwerbeschädigten bei der Bundesanstalt für Arbeit tätig. Landessozialrichter war er von 1954 bis 1966 und ab 1970. 
Heinrich Strathmann war vom 23. Juli 1962 bis zum 27. Mai 1975 direkt gewähltes Mitglied des 5., 6. und 7. Landtages von Nordrhein-Westfalen für den Wahlkreis 064 Essen V beziehungsweise für den Wahlkreis 067 Essen V.